# Dominik Gherri
Kamil Dominik de Cherri (ur. w XVIII wieku we Włoszech, zm. 1814) – lekarz nadworny króla Stanisława Augusta Poniatowskiego.
W 1794 roku wydzierżawił Brzeszcze od starostów w Zatorze, a następnie je od nich kupił. Sam nie miał dzieci, jego wychowanicą była Wiktoria z Kłosów Dembińska-Mieroszewska, która po jego śmierci w 1814 odziedziczyła po nim majątek. Został zapamiętany jako jeden z najwybitniejszych dziedziców Brzeszcz, a jego pomnik na cmentarzu komunalnym w Brzeszczach jest sukcesywnie odnawiany.